# Jacques Roumain
Jacques Roumain (Porto Príncipe, 4 de junho de 1907 — 18 de agosto de 1944), foi um escritor, político e defensor do marxismo haitiano, considerado uma das mais proeminentes figuras da literatura haitiana. O poeta afro-americano Langston Hughes traduziu algumas de suas obras para o inglês, incluindo Gouverneurs de la Rosée.

## Vida
Roumain nasceu em 4 de junho de 1907 em Porto Príncipe, filho de pais ricos. Seu avô, Tancrède Auguste, foi Presidente do Haiti entre 1912 e 1913. Foi educado em escolas católicas em Porto Príncipe e, mais tarde, na Bélgica, Suíça, França, Alemanha e Espanha.. Aos vinte anos, retornou para o Haiti e fundou o jornal La Revue Indigene: Les Arts et La Vie junto com Philippe Thoby-Marcelin, Carl Brouard, e Antonio Vieux.
Participou ativamente da luta contra a ocupação do Haiti pelos Estados Unidos. Em 1934 fundou o hoje extinto Partido Comunista Haitiano. Por causa de algumas de suas atividades políticas, sua participação no movimento de resistência contra a ocupação estadunidense, e principalmente por sua criação do Partido Comunista Haitiano, foi frequentemente preso e finalmente levado ao exílio pelo então presidente Sténio Vincent.
Durante seus anos no exílio, Roumain trabalhou e fez amizade com muitos escritores e poetas pan-africanos proeminentes da época, incluindo Langston Hughes. Durante este tempo ele também foi afiliado à Universidade Columbia na cidade de Nova Iorque, onde realizou pesquisas etnográficas. Com uma mudança no governo no Haiti, Roumain foi autorizado a retornar ao seu país natal. Ao retornar, fundou o Escritório de Etnologia. Em 1943, o presidente Elie Lescot nomeou-o encarregado de negócios no México, onde sua recém-descoberta liberdade criativa permitiu que ele completasse dois de seus mais influentes livros, a coletânea de poemas Bois D'ébène e o romance Gouverneurs de la Rosée. Também publicou naquele ano o seminal Lithic Workshop of the Ciboney of Haiti e, como resultado, foi considerado o pai da arqueologia haitiana.
Grande parte do trabalho de Roumain expressa a frustração e raiva de um povo que tem sido oprimido há séculos. Ele incluiu a massa do povo em sua escrita e fez um apelo aos sindicatos pobres para se mobilizarem contra a privação.
Em 18 de agosto de 1944, três dias após seu retorno de uma viagem a Cuba, onde se encontrou com camaradas cubanos e haitianos, Jacques Roumain morreu em sua terra natal por uma razão desconhecida (envenenamento ou doença)..

## Publicações

### Romances
- Les Fantoches, Porto Príncipe : Imprimerie de l'État, 1931.
- La Montagne ensorcelée, Porto Príncipe : Imprimerie E. Chassaing, 1931
- Gouverneurs de la rosée, Porto Princípe : Imprimerie de l'État, 1944